# Георге, Петре
Петре Георге (рум. Petre Gheorghe; 19 марта 1907, г. Добрич, Болгария — 8 февраля 1943, Плоешти, Румыния) — румынский политик болгарского происхождения, деятель румынского рабочего движения, антифашист.
В 1928 году вступил в Союз коммунистической молодёжи Румынии (СКМР), с 1932 года — член ЦК, а с 1935 года — секретарь ЦК СКМР. С 1930 года — член компартии Румынии (КПР).
Неоднократно подвергался арестам. В 1936—1938 годах был членом уездного комитета КПР в Пазарджике. С 1940 года — член Добруджанского комитета КПР. С 1941 года работал секретарём уездного комитета КПР близ Бухареста. 14 мая 1942 года арестован по обвинению в антигосударственной деятельности и после пыток расстрелян.